# Steinkisten von Hundikangrud

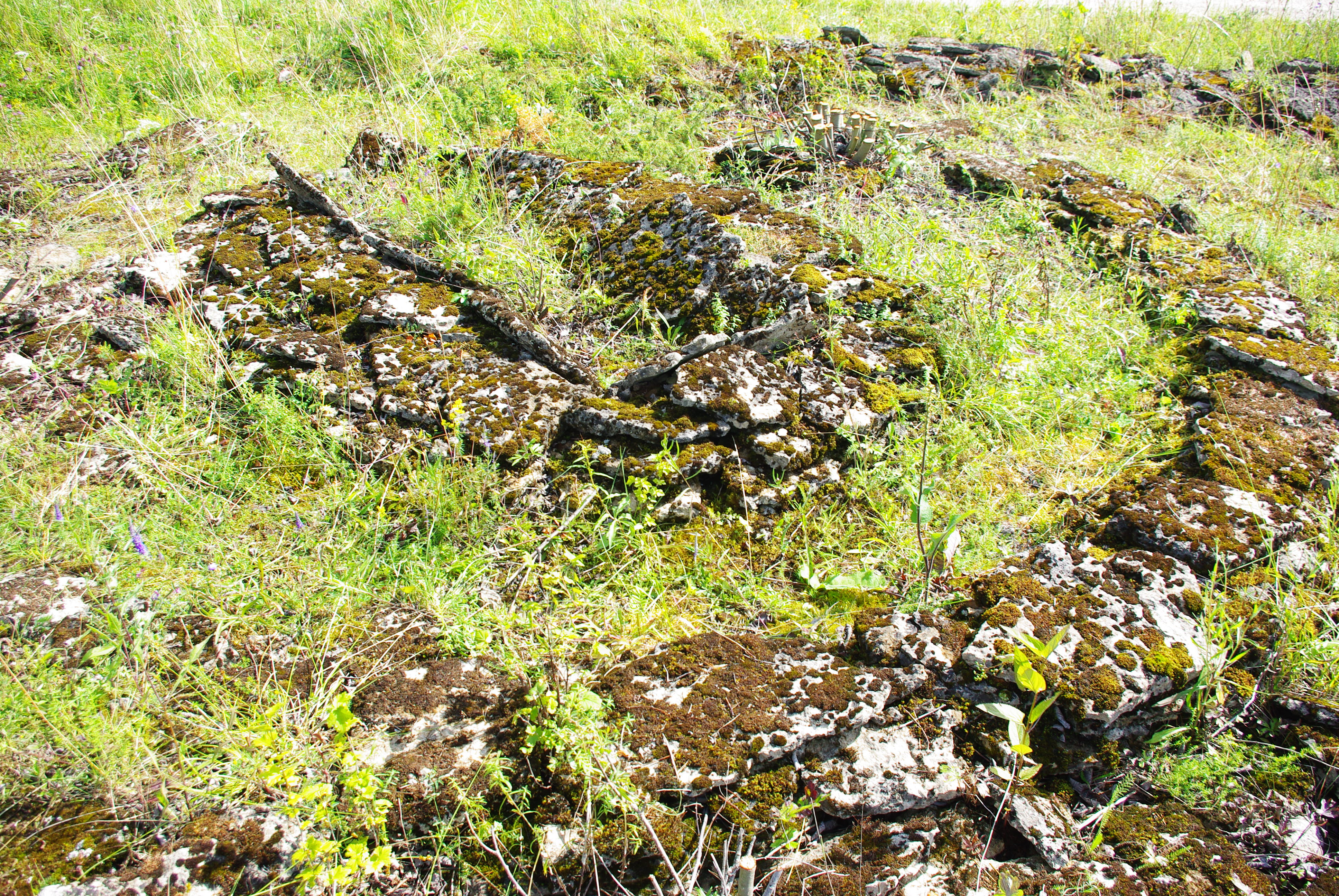
Steinkiste von Hundikangrud

Die Steinkisten von Hundikangrud (auch Muuksi Hundikangrud genannt) sind Steinkisten am Kahala-See in Muuksi in der Gemeinde Kuusalu in Estland. Die Konzentration von etwa 250 Steinkisten (nach anderen Quellen 85) ist einzigartig in Estland. Sie liegen in einem Alvarbereich mit einer dünnen Humusschicht und sind zumeist auf den See ausgerichtet. Die größte Gruppe der Region und Estlands trägt den Namen Hundikangrud (Wolfsberg).
Steinkisten (estnisch Kivikirstkalme) sind die zahlreichsten und am besten untersuchten archäologischen Denkmäler der Bronze- und Eisenzeit in Estland. Sie wurden von 1100 bis 200 v. Chr., einige Gräber möglicherweise noch später, errichtet. In den Steinkisten wurden mehrere Männer, Frauen und Kinder begraben.